# Ploso (Karang Tengah)
Ploso is een bestuurslaag in het regentschap Demak van de provincie Midden-Java, Indonesië. Ploso telt 2454 inwoners (volkstelling 2010).